# Mesochorus anthracinus
Mesochorus anthracinus là một loài tò vò trong họ Ichneumonidae.